# Rimavská Baňa
Rimavská Baňa (in ungherese: Rimabánya) è un comune della Slovacchia facente parte del distretto di Rimavská Sobota, nella regione di Banská Bystrica.